# Europa Regina

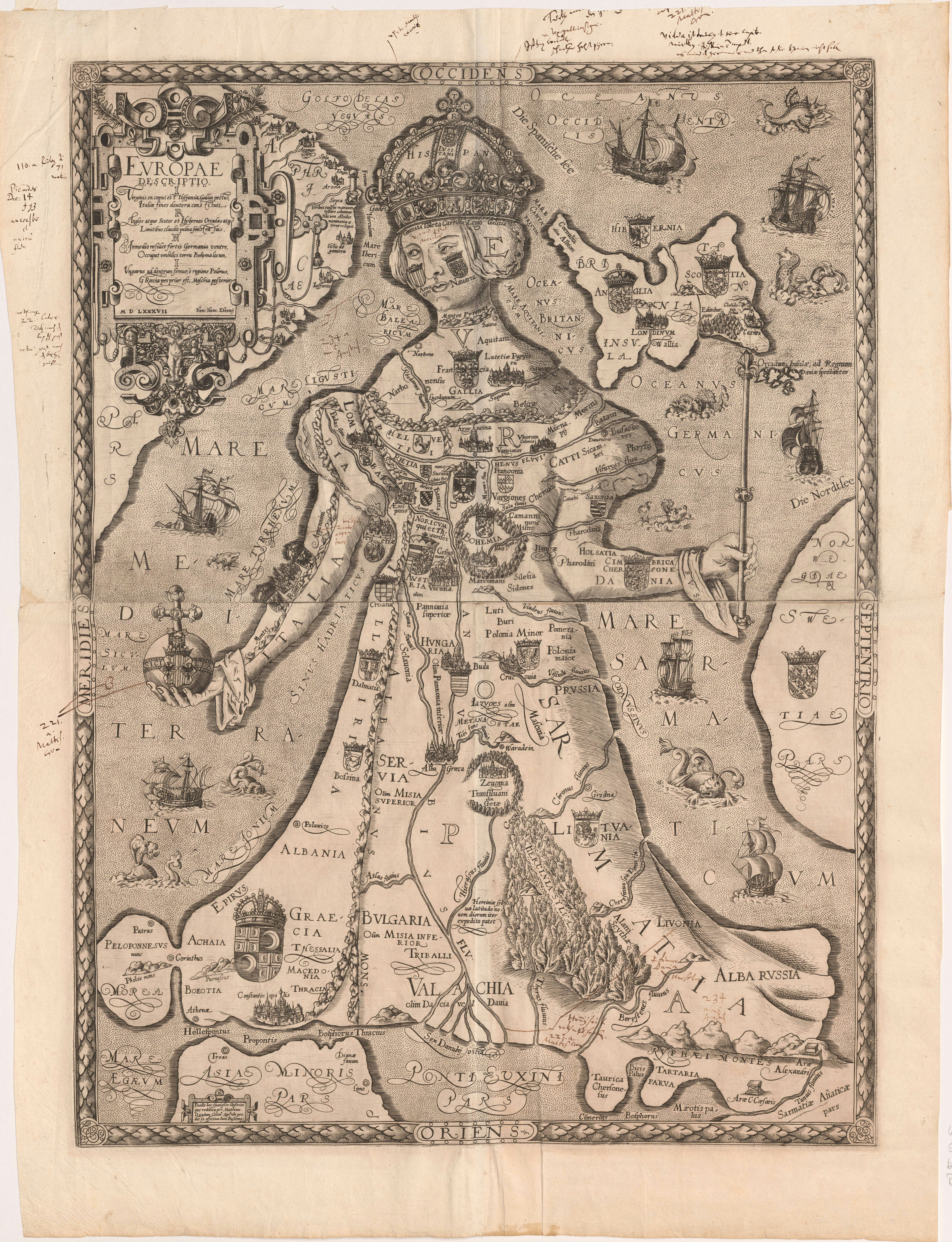
Matthias Quad nach Johannes Putsch: Europae Descriptio. Kupferstich, 61 × 44 cm, Johann Bussemacher, Köln 1587.

Europa regina (lateinisch, deutsch ‚Königin Europa‘, ‚Europa als Königin‘) nennt man eine Landkarte des europäischen Kontinents in der Gestalt einer Königin mit den Reichskleinodien. Das Motiv kombiniert die meist nach Westen ausgerichtete kartographische Darstellung des Kontinents mit der figurativen Darstellung der mythischen Königstochter Europa, der späteren Königin von Kreta. Der Typus entstand in der ersten Hälfte des 16. Jahrhunderts und war unter Kartographen bis weit ins 18. Jahrhundert populär.

## Beschreibung
Im Typus der Europa Regina hat der Kontinent Europa stets die Gestalt einer Dame im Hofkleid, die durch die Reichskrone in Form der karolingischen Bügelkrone, den Reichsapfel und das Reichszepter als Herrscherin ausgezeichnet wird. Das Zepter wird dabei gelegentlich auch durch das Reichsschwert ersetzt (siehe unten). Die Landkarte wird nach Westen ausgerichtet, so dass Spanien das Haupt und Portugal die Krone bilden. Frankreich und das Heilige Römische Reich stellen den Oberkörper dar mit Alpen und Rhein als schmückendem Halsgehänge. Das Herz der Königin liegt im Original in Böhmen. In einer zeitgenössischen Beschreibung von Heinrich Büntings (1545–1606) Europabildnis von 1587 (siehe unten) ist das Königreich Böhmen „wie ein Güldener Pfenning oder wie ein rundes gehenge von Kleinodt“ und „mein hertzliebes Vaterland / das Fürstenthumb Brunschwig“ das eigentliche Herz. Nach einer anderen Interpretation liegt das Herz der Jungfrau Europa in Deutschland. Das lange Gewand umfasst meist Ungarn, den Balkan, „Sarmatia“, Polen, Litauen, Livland und Bulgarien. Die Donau fungiert in vielen Fassungen als schmückende Leibkette. Dänemark stellt die linke Hand dar, die das Zepter hält. Die Arme werden meist durch die italische Halbinsel und Dänemark gebildet, in den Händen hält die Königin rechts Sizilien als Reichsapfel und links meist das Zepter. Die meisten Varianten zeigen am Rand der Karte Afrika, Asien, die Britischen Inseln und Skandinavien nur teilweise und schematisiert.

## Benennung
Die Bezeichnung des Darstellungstypus als Europa regina entstand erst spät. Auf der ältesten Darstellung wird dieser Typus 1534 als sub forma Europa puellae – „Europa in der Gestalt eines Mädchens“ – beschrieben. Ab 1587 wurde der Typus meist als Europa in forma virginis – „Europa in der Gestalt einer Jungfrau“ bezeichnet. In der Forschung wird der Typus heute gelegentlich auch Europa-Imago genannt.

## Vorläufer
Die Orientierung einer Karte nach Westen, ihre Zentrierung auf Europa und ihre menschengestaltige Darstellung sind im Mittelalter sehr selten. Kosmographische Karten waren vielmehr nach Osten, auf Jerusalem, ausgerichtet. Europa, Asien und Afrika waren auf den Radkarten im sogenannten TO-Schema angeordnet. Indem sie Kopf, Hände und Füße kreuzförmig an den Rändern einer solchen Radkarte anordnet, stellt eine dieser Karten, die Ebstorfer Weltkarte von um 1300, die Welt allerdings ausnahmsweise anthropomorphisierend dar. Die einzigen anderen Beispiele anthropomorphisierter Karten des Mittelalters bieten die in zwei rätselhaften Manuskripten erhaltenen kartographischen Karten des Mittelmeerraumes von Opicinus de Canistris (1296 – um 1353), die sukzessive zwischen 1337 und 1352 entstanden sind. In ihnen sind mit wechselnden Geschlechterrollen ein gutes Europa und ein böses Afrika einander auf beiden Seiten eines diabolischen Mittelmeers als streitendes Paar gegenübergestellt. Karten, die auf Europa zentriert waren, blieben sehr selten; die einzigen bekannten Exemplare sind eine auf 1112 datierte Karte aus dem Liber Floridus von Lambert de Saint-Omer und eine byzantinische Karte aus dem 14. Jahrhundert.

## Erstfassung
Erst der Tiroler Kartograph Johannes Putsch (latinisiert Johannes Bucius Aenicola; 1516–1542) produzierte Mitte der 1530er Jahre wieder eine Europakarte. Diese stellte den Kontinent Europa zudem erstmals im Typus der Europa regina dar. Das einzige noch bekannte Exemplar der ältesten Fassung dieser Karte, ein 1534 von Jobst Dennecker († vor 1548) in Augsburg geschaffener Holzschnitt, wurde 2019 im Stadtmuseum Retz entdeckt. Anders als alle späteren Kopien und Variationen enthält dieses Blatt auch das zugehörige Widmungsgedicht und ein passendes Klagegedicht der Europa, das 1544 in einer Gedichtanthologie noch einmal nachgedruckt wurde. Der Entstehungskontext der Fassung von 1534 ist durch das Widmungsgedicht an den späteren Kaiser Ferdinand I. (1503–1564) aus dem Hause Habsburg – damals designierter Nachfolger seines Bruders Karl V. (1500–1558) auf dem Kaiserthron, König von Böhmen, Kroatien und Ungarn sowie Römischer König – dokumentiert, zu dessen Entourage Putsch seit jungen Jahren gehörte. Michael von Aitzing (um 1530–1598) überliefert 1583, dass ein Exemplar des Blattes 1535 zudem Ferdinands Bruder, Kaiser Karl V., in Italien überreicht wurde. Geographische Informationen zu Ungarn und dem Balkan entnahm Putsch 1534 wohl der von Lazarus Secretarius entworfenen und von Georg Tannstetter (1482–1535) überarbeiteten Landkarte Tabula Hungariae von 1528.

## Kopien

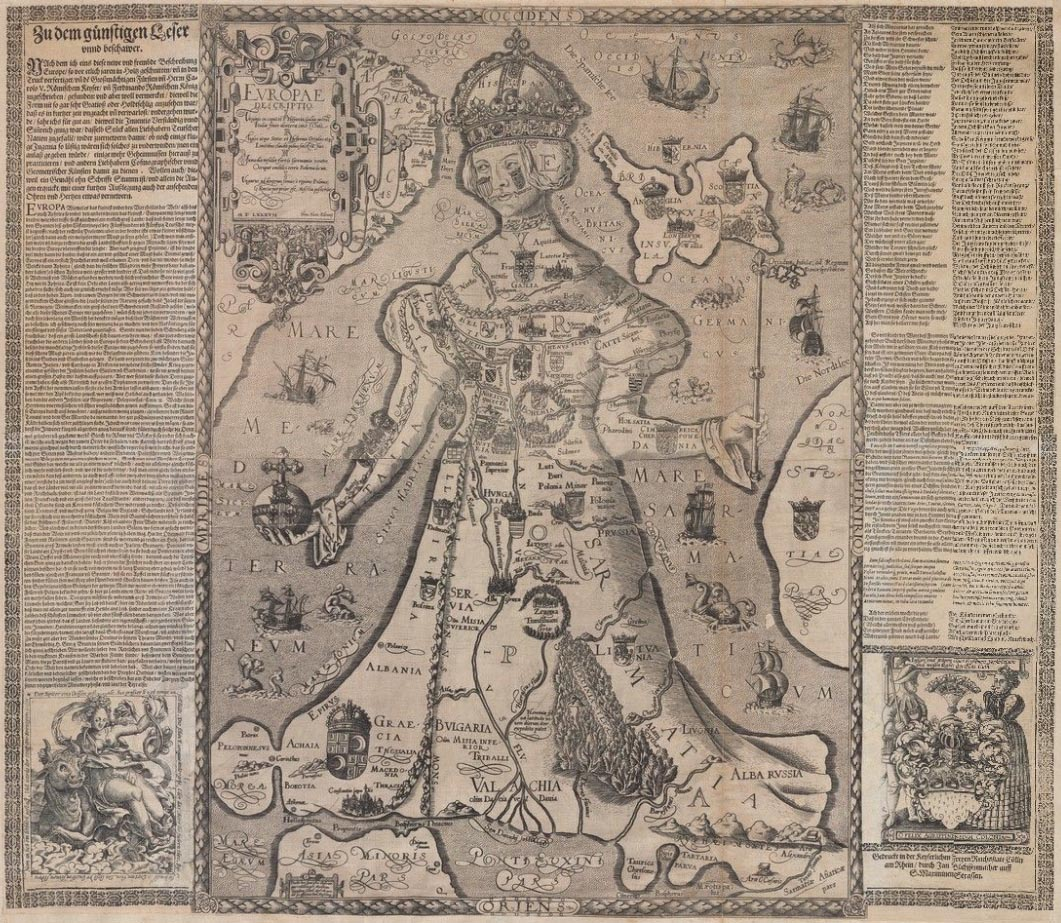
Matthias Quad (Kupferstich) nach Johannes Putsch (Inventor): Europae Descriptio. 61 × 44 cm, Johann Bussemacher, Köln 1587.

Der von Putsch erfundene Darstellungstypus erfreute sich in der 2. Hälfte des 16. Jahrhunderts größerer Beliebtheit. Die Erstfassung von 1534 kopiert bereits 1537 ein Holzschnitt des aus den Burgundischen Niederlanden stammenden reformierten Druckers und Buchhändlers Christian Wechel (1495–1554) in Paris graphisch und typographisch grob, aber inhaltlich vollständig. Ein Zeitgenosse betonte, dass diese Fassung als Wandkarte genutzt werden könne, da sie auf der Rückseite nicht bedruckt war. Auf der Rückseite des einzigen bekannten Exemplars dieser Fassung, die sich im Tiroler Landesmuseum befindet, wurde später allerdings eine gedruckte Tafel mit einer Beschreibung angebracht, die, wie u. a. die Paginierung zeigt, jedoch aus einer der vielen nach 1587 erschienenen Ausgaben von Heinrich Büntings Itinerarium sacrae scripturae stammen muss, wo sie sich auf die dortige, an Putschs Vorbild angelehnte Darstellung bezieht.
1587 gab Johann Bussemacher (vor 1577 – nach 1616) unter dem Namen Europae descriptio (Beschreibung Europas) eine besonders getreu und qualitätvoll im Kupferstich gestaltete Fassung von Putschs Bilderfindung heraus, die der aus den Niederlanden stammende, in Köln ansässige und der reformierten Kirche angehörende Matthias Quad (1557 – vor 29. Oktober 1613) gestochen hatte. Es wurde vermutet, dass entsprechend der gängigen Nutzung von Darstellungen der Entführung der Europa durch Jupiter bei Fürstenhochzeiten mit Europa als Königin hier die damals mit Kaiser Rudolf II. (1552–1612) verlobte spanische Infantin Isabella Clara Eugenia (1566–1633) gemeint sei. Damit sei es zugleich die bei Fürstenhochzeiten gängige Allegorie vom Herrscher, der sein Reich zur Braut nimmt, hier konkret vom Kaiser, der mit der anstehenden Hochzeit Europa als sein Reich zur Braut nehmen sollte.

## Variationen
Im weiteren Verlauf des 16. Jahrhunderts wurde die Europakarte des Johannes Putsch vielfach variiert.
Guillaume Postel (1510–1581) gab 1561 der Überlegung seiner Ferdinand I. gewidmeten Cosmographiae Disciplinae Compendium (Kompendium der Lehre von der Kosmographie), Europa in „Iapetia“ umzubenennen, einen kleinen Holzschnitt bei, der die kartographische Gestalt des Kontinents grob verzerrte und losgelöst von den benachbarten Kontinenten in der angedeuteten Figur einer Königin zeigt, und erläutert dies im Text unter Bezug auf Putschs Fassung von 1537. Dieser Darstellung des Kontinents Europa/Iapetia als einsame Königin folgt – etwas feiner gezeichnet – 1642 eine Radierung in Georg Philipp Harsdörffers (1607–1658) Frauen-Zimmer Gespräch-Spiel.

In der Erläuterung der Weltkarte in seinem Wilhelm der Jüngere (1535–1592), dem Herzog zu Braunschweig-Lüneburg, gewidmeten Itinerarium sacrae scripturae (Wegeplan der Heiligen Schrift) von 1582 erklärte der Lutheraner Heinrich Bünting, dass die Gestalt des Kontinents Europa einer „ligenden Jungfrawen“ mit Spanien als Haupt, Frankreich als Brust, Deutschland als Herz usw. gleiche, und deutete in der Weltkarte eine Annäherung der kartographischen Gestalt des Kontinents an die Formen einer menschlichen Gestalt zumindest rudimentär an. Dabei folgte er einem Holzschnitt, der die anthropomorphisierende Andeutung der kartographischen Form in der Ausgabe von Sebastian Münsters (1488–1552) Cosmographia von 1550 allerdings noch weniger deutlich ausgeprägt hatte.

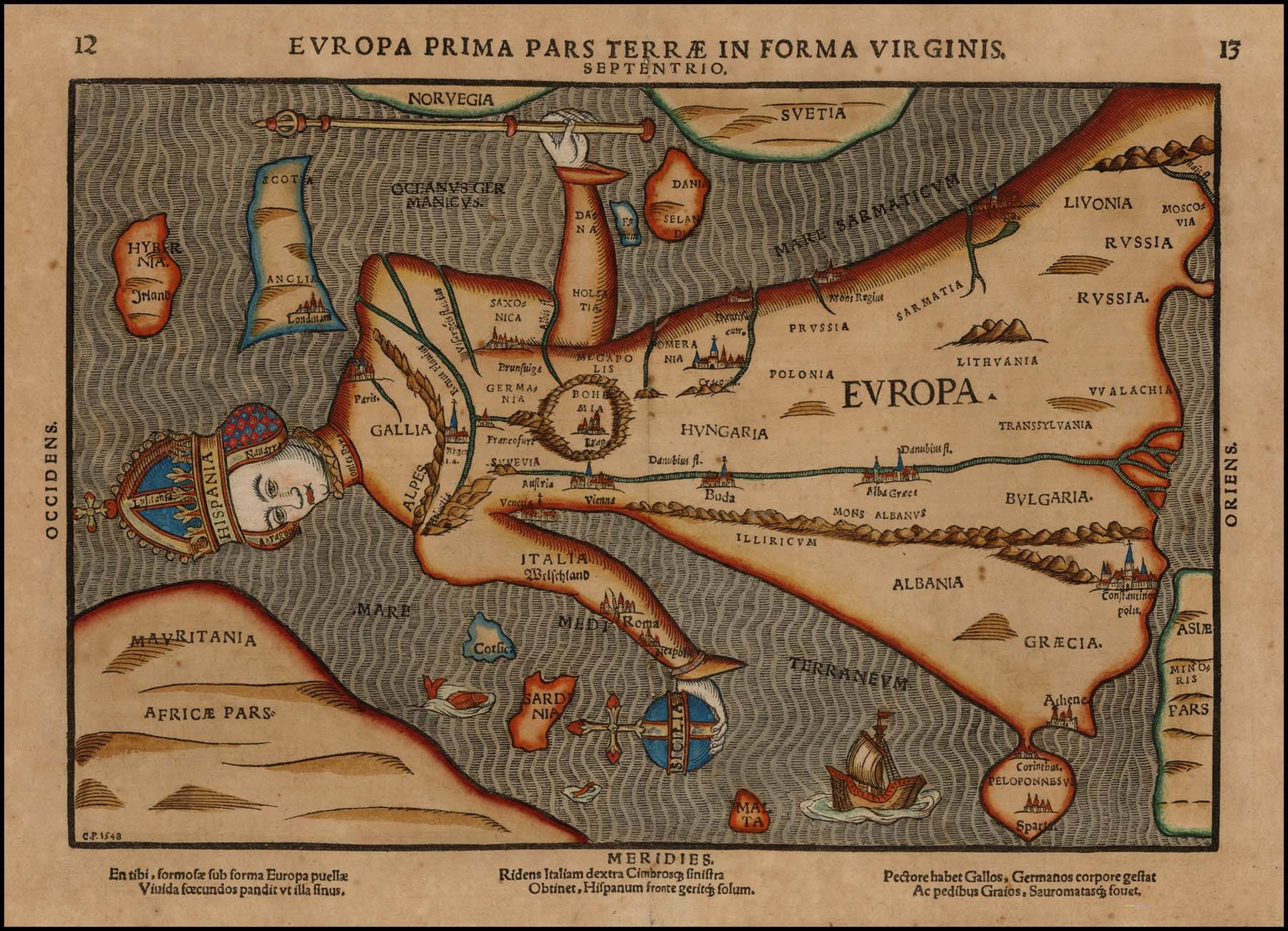
Europa regina, handkolorierter Holzschnitt. In: Heinrich Bünting: Itinerarium sacrae scripturae. Band 1, aus einer Ausgabe ab 1587. S. 12 f.

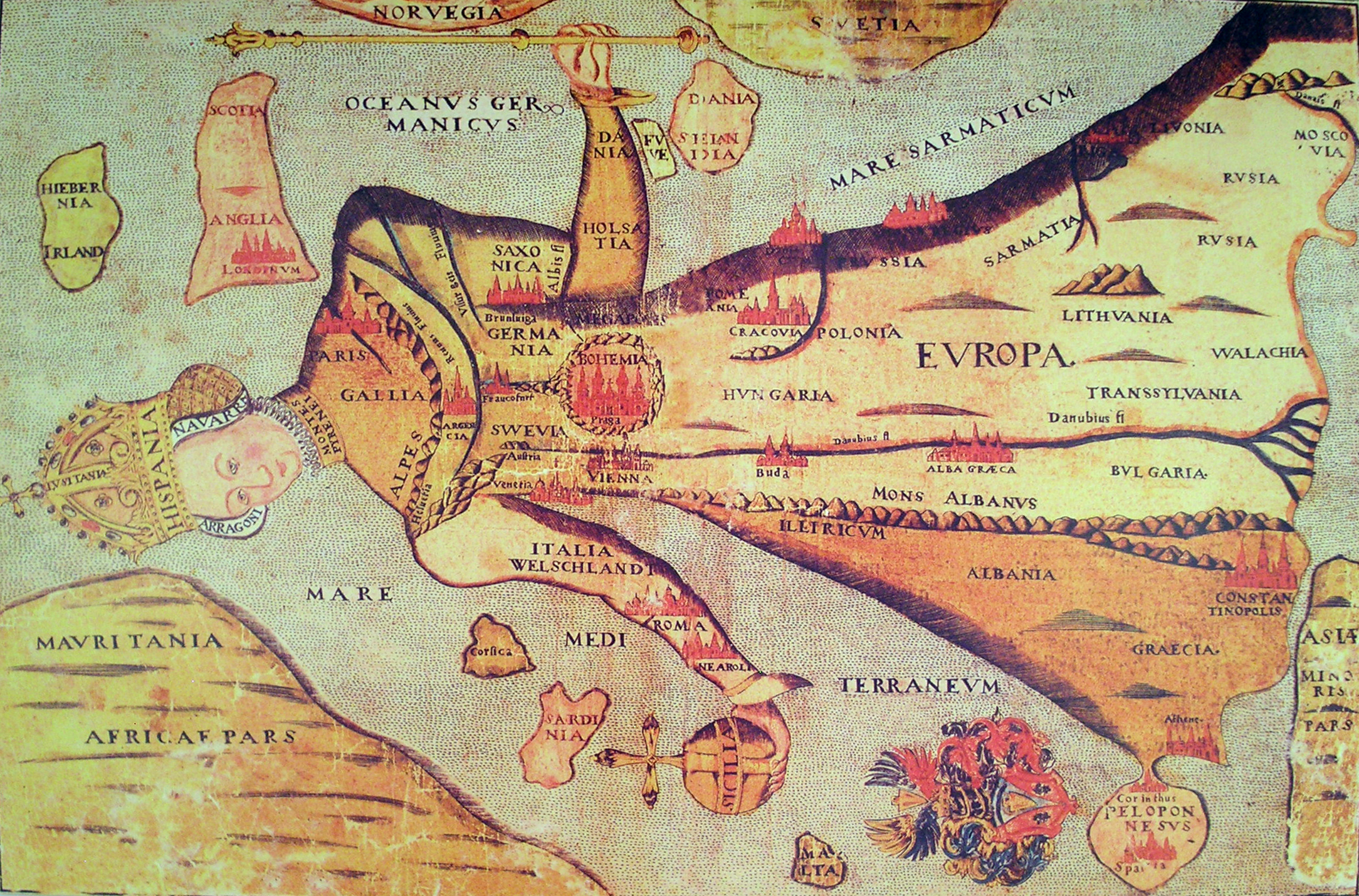
Europa regina, handkolorierter Holzschnitt. In: Heinrich Bünting: Itinerarium sacrae scripturae. Band 1, aus einer Ausgabe ab 1587. Comenius-Museum Naarden.

Ab der Ausgabe von 1587 fügte Bünting in seinem Itinerarium auf einer Doppelseite eine Karte Europas in der ausgeprägten Gestalt einer Königin hinzu, wie Johannes Putsch es vorgeführt hatte. Entgegen der Konzeption einer stehenden Figur „liegt“ Europa nun allerdings und ist anders als bei Putsch  – wie die in der Seitenfolge unmittelbar vorangehende Weltkarte – genordet. Auch fehlen bei Bünting die bei Putsch so zahlreichen Wappen sowie viele weitere Details; und die Landschaften sind – insbesondere für Osteuropa – weitaus gröber generalisiert wiedergegeben. Einige Städte sind aber von Putsch übernommen und weitere sogar neu hinzugekommen. Die Ansicht zeigt zudem zusätzliche Inseln um Europa herum: Neben Großbritannien sind dies Seeland, Fünen, Hibernia, Korsika, Sardinien sowie Malta. Auch sind nun „Moscovia“ und „Russia“ benannt.

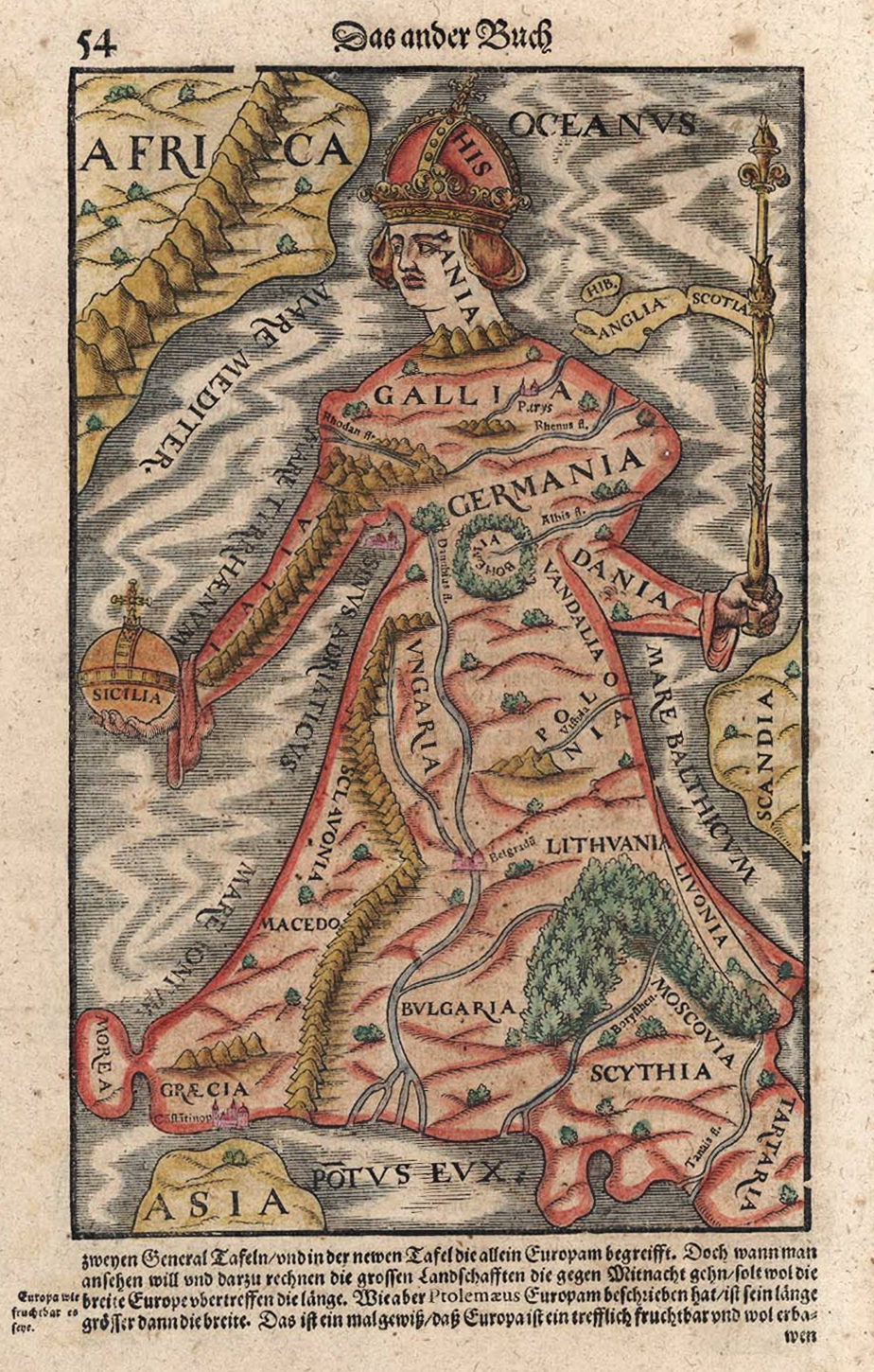
Europa regina, handkolorierter Holzschnitt. In: Sebastian Münster: Cosmographia, Henricus Petri, Basel 1628. S. 54.

In den Ausgaben der Cosmographia des zum Luthertum konvertierten Sebastian Münster erschien ab 1588 eine vereinfachte Nachgestaltung nach Putschs Vorlage, die wenigen älteren Auflagen möglicherweise nachträglich beigebunden wurde.
Wie bei Putsch ist die Karte nach Westen ausgerichtet, und Europa steht aufrecht da. Wie bei Bünting sind aber viele der bei Putsch dargestellten Details weggelassen. Die Britischen Inseln jedoch sind getreuer dargestellt, und „Moscovia“ und „Scythia“ nun Teil der Legende. Die Darstellungen nach Münster und Bünting wurden bis ins 17. Jahrhundert vielfach nachgedruckt.
Völlig neu interpretiert Frans Hogenberg (1535–1590) das Motiv im Frontispiz zu dem 1588 erschienenen Kartenwerk De Europae Virginis, Tauro Insidentis, Topographica, Atque Historica Descriptione, Liber (Buch über die topographische und historische Beschreibung der Jungfrau Europas, die auf den Stier steigt) des Michael von Aitzing, der eng mit den Habsburgern in Wien verbunden war. Unter der Inschrift Europa quatuor orbis terrar[um] Praesentiss[ima] (Europa, die mächtigste unter den vier Erdteilen) erscheint der Kontinent nun in der Gestalt der Königin Europa, die selbstbewusst auf einem Stier reitet – im Mythos Jupiter, der sich in einen Stier verwandelt hatte, um die Königstochter Europa zu entführen.
Bildnerisch originell und politisch radikal wendet eine anonyme niederländische Radierung, die unter dem Titel Het Spaens Europa ben ic ghenomt (Das Spanische Europa werd’ ich genannt) einer 1598 in Holland erschienenen polemischen antihabsburgischen Flugschrift beigegeben wurde, das Motiv gegen die Habsburger. In dieser satirischen Darstellung des Kontinents als Königin, der die Krone vom Kopf zu fallen droht, umfasst das Gewand nun auch Skandinavien. Ihren unbedeckten rechten Fuß setzt die Königin Europa auf das europäische Ufer Konstantinopels, das seit 1453 vom Osmanischen Reich besetzt war, ihren linken an die Grenze Schwedens zum russischen Reich, die im Russisch-Schwedischen Krieg von 1590–1595 umkämpft war. England bildet die linke Hand, in der die heftig bewegte Königin das Reichsschwert schwingt. Auf dem Oberkörper ziehen in der Mitte Europas kleine berittene Krieger von Frankreich aus gegen die Habsburgischen Niederlande, symbolisiert durch den von ihnen gejagten Leo Belgicus (Belgischen Löwen). Unter dem Gürtel der Königin Europa liest man einen Hinweis auf den Sieg des Hugenottenheeres unter dem neuen französischen König Henri IV. (1553–1610) gegen die Heilige Liga in der Schlacht bei Ivry von 1590. Über der linken Schulter geht in der Biskaya – wie eine Inschrift, dieses Ereignis vom Sommer 1588 erläutert – die spanische Armada unter.
Unter dem niederländischen Titel Het Spaens Europa (Das Spanische Europa) wiederholte ein weiterer anonymen Tiefdruck, der im selben Jahr in Frankfurt am Main erschien, das Motiv, fügt aber aus dem Titelblatt einer weiteren gleichzeitig erschienenen Flugschrift die allegorische Darstellung der Verteidigung des von einem Flechtzaun geschützten Gartens von Holland (Hollandse tuin), damals ein Inbild des nordniederländischen Freiheitswillens, gegen eine Flotte hinzu, die von der „heilig Liga, Spanische Regiment und Spanische Inquisition“ angeführt wird. Für ein deutschsprachiges Publikum wird unter dem Blatt unter Bezug auf die in Holland erschienene Flugschrift Het Spaens Europa ben ic ghenomt (siehe oben) kurz erläutert, dass die Holländer mit dieser Darstellung im August 1598 verdeutlicht hätten, warum sie in der aktuellen Lage ein Friedensangebot des habsburgischen Spanien nicht annehmen. In der von Conrad Lautenbach (1534–1595) unter dem Pseudonym Jacobus Francus herausgegebene Messrelation Historicae Relationis Continvatio von 1598, der das Blatt beigegeben wurde, erläutert das rahmende Kapitel die Beratung von Niederländern und Engländern, unter deren Protektorat sich die sieben nördlichen Provinzen der Habsburgischen Niederlande seit 1585 im Aufstand gegen ihren angestammten Landesherrn begeben hatten, als Kontext des Blattes. Zudem werden Details, die auf dem Blatt durch kleine Ziffern und Buchstaben markiert sind, ausführlich erläutert.

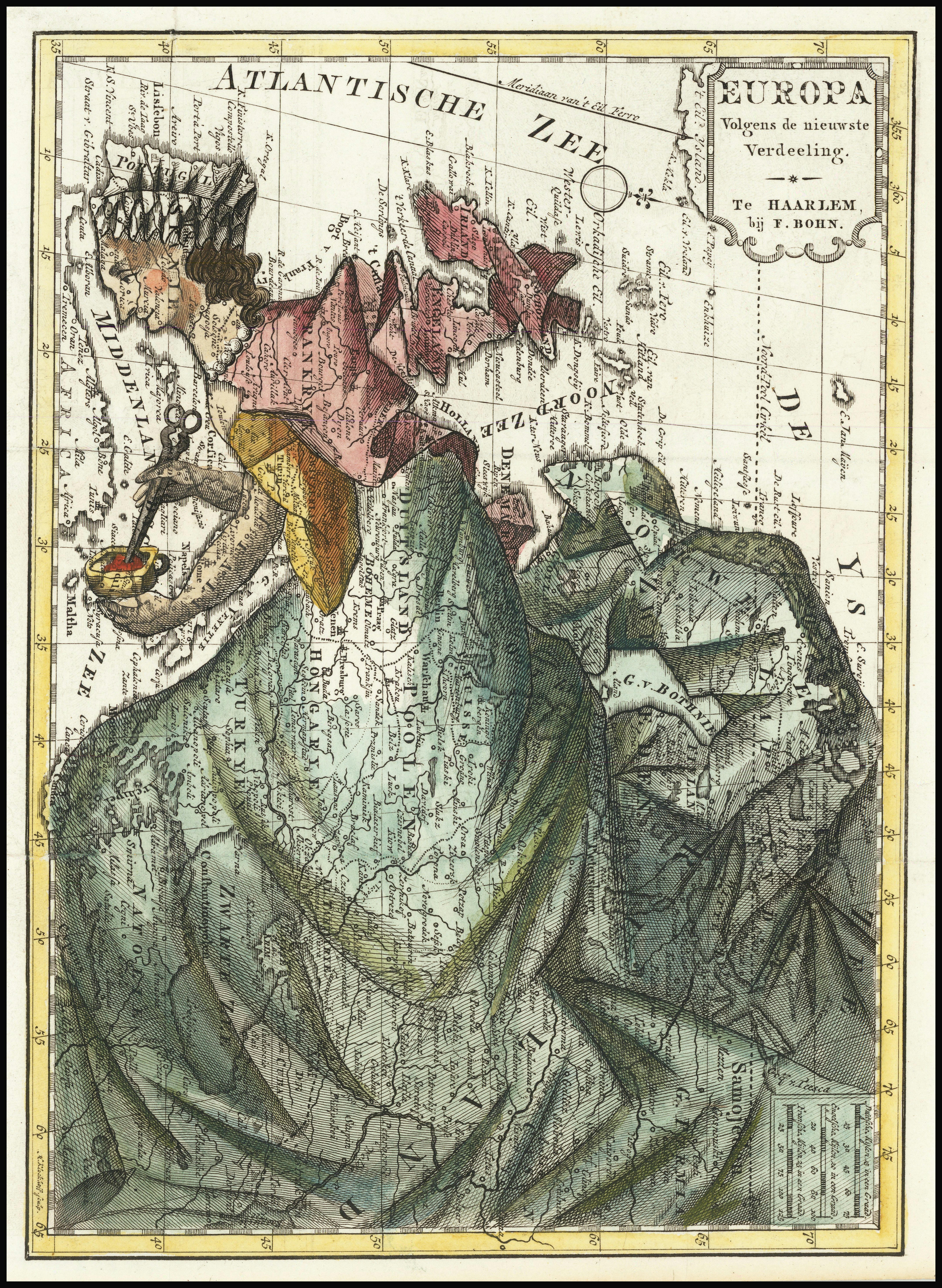
Hendrick Kloekhoff: Europa Volgens de nieuwste Verdeeling, Kupferstich, handkoloriert, 223 × 140 mm, 1794.

Ebenfalls sehr eigenständig variiert das Thema des Kontinents Europa in Gestalt der Königin Europa auch eine Landkarte, die Hendrick Kloekhof gestochen und François Bohn (1757–1819) im ersten Band von Arend Fokke Simonsz. (1755–1812) Geheimzinnige Toebereidselen tot eene Boertige Reis Door Europa 1794 in Haarlem unter dem Titel Europa. Volgens de nieuwste Verdeeling herausgegeben hat. Wie Simonsz. im vorangehenden Text erklärt, facht die ins Profil gewendete Königin, die mit ihrer linken Hand an der Stelle von Sizilien und dem Ätna ein Stövchen mit Glut hält, das Feuer an, um mit der Wärme gegen die Krankheit vorzugehen, die politische Probleme in Frankreich und Deutschland – wohl eine Anspielung auf die Neuordnung Europas während der Koalitionskriege – im Zentrum ihres Körpers ausgelöst haben.

## Literarische Grundlagen
Schon im antiken Griechenland wurde der Verlauf der Küstenlinie von Inseln oder Kontinenten mit Formen von Gegenständen oder Körperteilen verglichen. Der griechische Historiograph und Geograph Strabon vergleicht im frühen 1. Jahrhundert nach Christus die Form der Peloponnes mit der eines Platanenblattes; der römische Geograph Pomponius Mela formuliert 43/44 nach Christus, dass der Zugang zum Persischen Golf (Straße von Hormus) wie ein Hals aussehe und der Meeresteil dahinter wie ein menschlicher Kopf (Chorographia 3,73); und Plinius der Ältere (23 oder 24 –79) überliefert, dass der griechische Historiker Timaios von Tauromenion die Insel Sardinien wegen der Ähnlichkeit ihres Umrisses mit einer Sandale (lateinisch sandalium) „Sandaliotis“ und der griechische Historiker Myrtilus sie wegen der Ähnlichkeit mit einem Fußabdruck „ichnusa“ (altgriechisch ἴχνος [ichnos], deutsch ‚Fußabdruck‘) genannt habe (Naturalis historia 3,85).
Die konkreten literarischen Grundlagen der Bilderfindung, Europa als Königin darzustellen und ihre Gestalt mit der kartographischen Form des Kontinents zu verschmelzen, der ihren Namen trägt, liegen im antiken Mythos von der Königstochter Europa. Einen Kontinent überhaupt im Typus der Europa regina in Frauengestalt darzustellen geht darauf zurück, dass der Königstochter im Traum die Kontinente Asien und Europa in Frauengestalt erscheinen und darum streiten, wer sie besitze (Moschos, Europa 8–15). Damit verbindet bereits der Mythos die älteste anthropomorphisierende Vorstellung vom Kontinent in Frauengestalt mit der allegorischen Darstellung territorialer Besitzansprüche von kontinentaler Dimension, die für die Verwendung des Darstellungstypus der Europa regina im 16. Jahrhundert zentral ist (siehe unten zur politischen Argumentation). Dass der Kontinent nach der Europa benannt werden wird, sagt Venus der Europa zu, als diese ihre Entführung durch Jupiter aus dem heimatlichen Sidon übers Meer ins fremde Kreta bejammert, und die Liebesgöttin sie daraufhin ermahnt, ihr Klagen zu beenden und ihr Schicksal hinzunehmen (Horaz, Carmina III 27,75 f.). Die Überblendung der mythischen Figur mit dem Erdteil im Darstellungstypus der Europa regina stellt im 16. Jahrhundert diese mythische Metamorphose und Apotheose der sterblichen Europa in die ewige Gestalt des Kontinents unmittelbar vor Augen. Dass die Königstochter Europa später selbst zu einer Königin wird, als der König von Kreta sie zur Gemahlin nimmt (Apollodor, Bibliotheke 3,1,2,1), wird im Typus der Europa regina ganz wörtlich übernommen. Eine Verbindung zwischen Mythos und Landkarte wurde auch schon darin vermutet, dass die Europa hier von Wasser umgeben dargestellt sei (siehe auch unten die Analogisierung zum Paradies), so dass die Karte an die Entführung der Europa über das Meer erinnere.

## Politische Allegorik

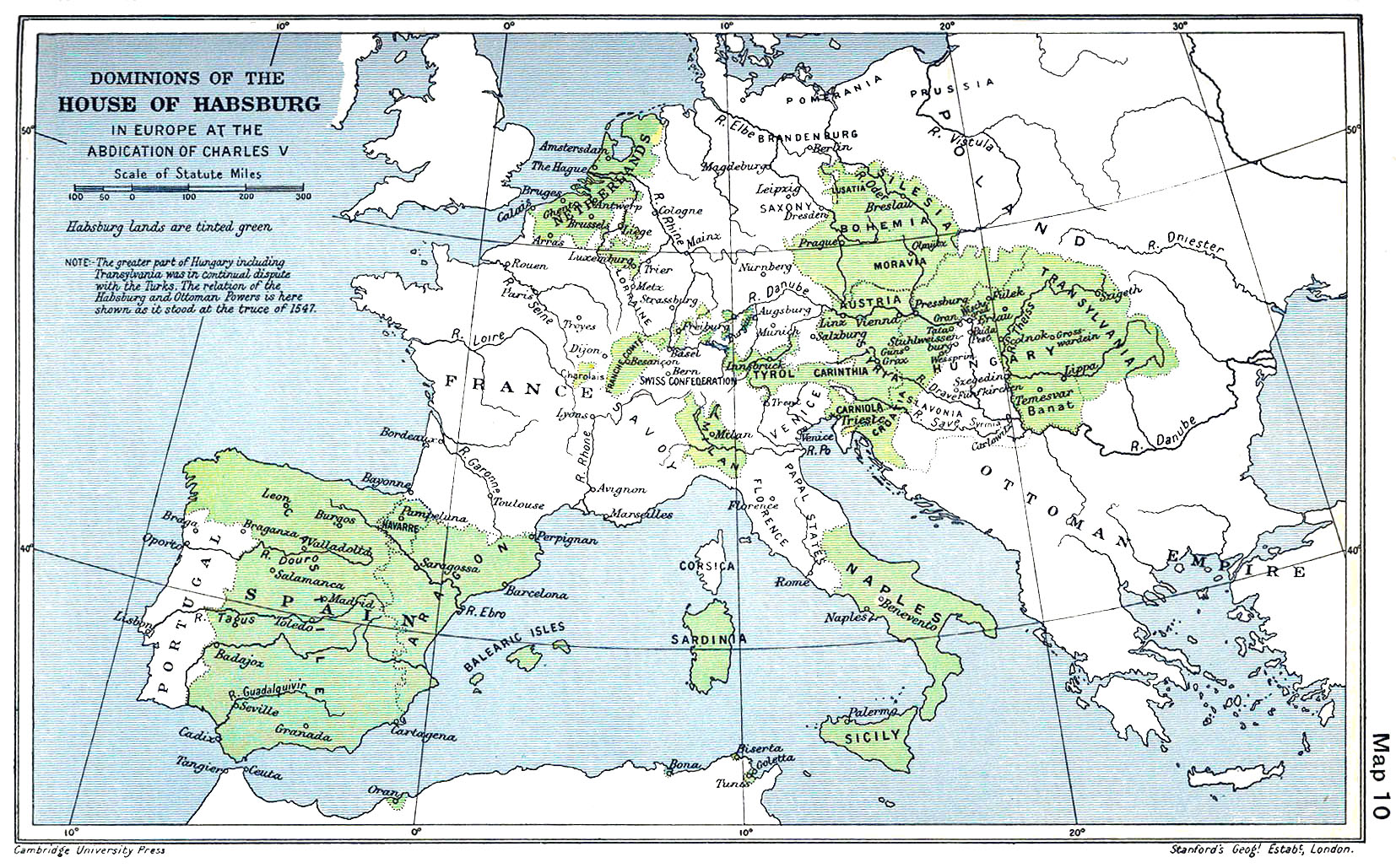
Besitzungen des Hauses Habsburg unter Karl V. in grün

Als die Darstellung der Europa regina erstmals 1534 veröffentlicht wurde, regierte das Haus Habsburg in weiten Teilen Europas. Kaiser Karl V. vereinte in seiner Hand die Kaiserwürde im Heiligen Römischen Reich mit der Herrschaft über Spanien, Sizilien, Neapel sowie über das burgundische Erbe der Niederlande und hatte durch Heirat Erbrechte an Portugal erworben. Mit dem von Karl V. regierten Spanien als Kopf, dem zu dessen Erbansprüchen zählenden Portugal als Krone und dem von diesem als Kaiser beherrschten Heiligen Römischen Reich als Brust und Herz warb die nach Westen ausgerichtete Karte als politische Allegorie für den universalmonarchischen Herrschaftsanspruch Karls V. Die Darstellung der Reichskleinodien (Bügelkrone, Reichsapfel und Zepter) spielte sichtlich auf die Kaiserwürde des Heiligen Römischen Reichs an, und auf die Vorrangstellung Karls V. als Kaiser innerhalb Europas. Das Gewand der Königin Europa entsprach der zeitgenössischen Mode am Hof der Habsburger, ihr Gesicht soll Ähnlichkeiten zur Gemahlin Karls, Isabella (1503–1539) aufweisen. Im Widmungsgedicht zu Putschs Erstfassung von 1534 heißt es, dass die Königin Europa „nach Italien zu ihrer Rechten lächelt“. Da eine solche Wendung nach rechts in Ehegemälden der Zeit vorkommt, wurde dies so interpretiert, dass die Europa ihrem nicht abgebildeten Gemahl, dem Kaiser, das Gesicht zuwendet und ihm die Macht in Form des Reichsapfels darbietet. Dass Britannien in der ursprünglichen Karte von Putsch wie ein Felsbrocken auf der Schulter der Europa zu lasten scheint, veranschaulichte die damals wachsenden dynastischen Spannungen zwischen Karl V. und seinem Onkel, dem englischen König Heinrich VIII.(1491–1547). Die vor Schwäche herabsinkende rechte Hand, die Sizilien hält, markiert eine andauernde Gefährdung der Insel durch osmanische Piraten, gegen die Karl V. damals für das Folgejahr den Tunisfeldzug vorbereitete.
Mit Böhmen und der alten kaiserlichen Residenzstadt Prag als Körpermitte der Königin Europa, gleich daneben Österreich und Wien als bevorzugter Residenz Ferdinands I. sowie mit Ungarn und dem Balkan treten die Gebiete ins Zentrum der gesamten Karte, über die Ferdinand I. – dem die Karte 1534 gewidmet war – bereits herrschte oder auf die er Ansprüche hatte (siehe oben). In Putschs Klagegedicht der Europa, das der Erstfassung beigeben war, beklagt der in der mythischen Gestalt Europa personifizierte Kontinent passend hierzu die ständige Bedrohung durch das Osmanische Reichs, dankt dann aber Ferdinand I. und Karl V. für die Aussicht auf Frieden nach der Vertreibung eines osmanischen Heers aus dem westungarischen Erbe der Habsburger 1532. Das Widmungsgedicht fordert Ferdinand I. zudem auf, als neuer König von Kroatien die osmanische Herrschaft nun auch auf kleinasiatischem Boden zu beenden. So thematisiert die Karte von 1534 eine vereinte Christenheit (res publica christiana) des Kontinents für den erfolgreichen Abwehrkampf gegen das Osmanische Reich. Der zwischen Klagen und Siegesbewusstsein schwankenden Ambivalenz der politischen Lage, für die Putsch das Motiv erfand und die auch das zugehörende Klagegedicht zeigt, entspricht es, dass man den Darstellungstypus der Europa regina mal den Allegorien der Europa triumphans (triumphierende Europa) zugerechnet hat und mal auch mit Darstellungen der Europa deplorans (klagende Europa) in Verbindung bringt.
Die späteren Variationen auf das Motiv der Europa regina übernehmen die Habsburger Interessen von Putschs Vorlage mal bewusst, mal unbewusst und abschwächend. Gerade im Bezug auf die habsburgische Prägung des Typus können sie die politische Bedeutung des Motivs aber auch in ihr Gegenteil umkehren, wie etwa die beiden Radierungen zeigen, die mit Het Spaens Europa betitelt sind und in engem Zusammenspiel mit dem Text der Flugschrift ein gegen die Habsburger gerichtetes Europaverständnis und einen für ganz Europa koordiniert agierenden protestantischen Norden des Kontinents propagieren (siehe oben).
Wegen der Krone und der Bezeichnung als sub forma Europa puellae oder Europa prima pars Terrae in forma virginis (siehe oben) wird im Typus auch eine Anspielung auf die Krönung Mariens, ihren Titel als Himmelkönigin (Regina coeli) und ihre Jungfräulichkeit vermutet. Die von Putsch angelegte und von seinen Nachfolgern immer wieder übernommene Umfassung Böhmens mit einem Ring bewaldeter Berge als Nabel Europas hätte dann die Vorstellung von Marias Schoß als ebenso fruchtbarer wie schutzbedürftiger hortus conclusus (lateinisch, deutsch ‚umschlossener Garten‘) aufrufen können, woran sich dann wiederum die Vorstellung von Böhmen als einem Raum geknüpft haben kann, aus dem man – mit Ferdinand I., dem Widmungsempfänger der ersten Fassung des Motivs, als König von Böhmen – Friede und Heil erwarten sollte, der angesichts der bedrohlichen Nähe des Osmanischen Reiches zugleich aber auch verwundbar sei und daher bewacht und verteidigt werden müsse.
Eine weitere Interpretation nimmt an, dass die Darstellung des Kontinents Europa als Königin in Sebastian Münsters Cosmographia, die den Kontinent Europa zum Lob des Kaisers und des Heiligen Römischen Reichs an mehreren Stellen mit dem Paradies vergleicht, eine Assoziation zum Garten Eden auslösen sollte. Dies wird zum ersten daran festgemacht, dass Europa hier umschlossen von Meeren und Flüssen dargestellt werde, wie man sich das Paradies als umschlossenen Garten vorstellte; und zum zweiten daran, dass sich in diesem Holzschnitt die Donau, nachdem sie Europa durchflossen hat, im Mündungsgebiet in vier Arme verzweigt, wie der Paradiesstrom sich nach dem Durchfließen des Gartens Eden in vier Ströme teilt (Gen 2,10–14).

## Mnemonik
Gerade die generalisierten, späteren Varianten figurativer und insbesondere anthropomorpher Landkarte wurden zudem als mnemotechnische Hilfsmittel genutzt, damit sich die Betrachter die Geographie Europas besser einprägen können.

## Weiterentwicklungen
Die anthroporphiserende Darstellung von Landkarten als eine Sonderform der Darstellung von Ländern in der Gestalt von Lebewesen ist eine Sonderform der Zusammensetzung einer Gestalt aus heterogenen Teilen, die man nach ihrem Hauptvertreter, Giuseppe Arcimboldo (um 1526–1593), später als Arcimboldeske bezeichnet hat. Anschließend an Putschs Erfindung stellte Bünting auf den Seiten, die seiner Darstellung des Kontinents Europa als Königin folgen, nach diesem Prinzip Asien als Pegasus dar. Die Landkarte der Niederlande wurde in vielfältigen Variationen als Leo Belgicus dargestellt. Weite Verbreitung erreichten auch die verschiedenen Fassungen „allegorischer“ und „tragisch-komischer“ Kriegskarten für das Jahr 1877 des Fred[erick] W[illiam] Rose (1849–1915), in der die komplexe Konfliktkonstellation zwischen den Nationen Europas sowie zu ihren Nachbarn in Menschen- und Tiergestalten interpretiert und kommentiert wird. Die Karte erschien auch in deutschen, dänischen, schwedischen, niederländischen, portugiesischen, spanischen, italienischen, französischen und amerikanischen Ausgaben.
In der Literatur findet sich eine anthropomorphisierende Vorstellung geographischer Formen ein Jahrzehnt nach Putschs Erfindung im dritten Buch des satirischen Romans Pantagruel von François Rabelais (um 1494–1553) von 1546: „Ich seh, das Haar wird dir schon grau auf deinem Kopf; dein Bart schaut aus wie eine Weltkart, nach den Flecken des Grauen, Weissen, Schwarzen und Braunen. Schau, hie ist Asien, hie Euphrat und Tigris, da Afrika, dort die Mondsgebirg. Siehst du die Nil-Sümpf? Hie hüben Europa. Siehst du wohl Thelem? Dieß ganz schneeweisse Büschel hie, das sind die hyperboräischen Berg. Bey meiner Kehl, Freund! wann der Schnee erst auf den Bergen liegt, ich mein auf Haupt und Kinn, dann ist die Hitz im Hosenthal auch nicht mehr groß.“